# Jan Rája
Jan Rája  (*12. června 1972, Kyjov) je český dostihový jezdec, dvojnásobný vítěz šampionátu rovinových jezdců z let 2004 a 2005, vítěz 91. Českého derby v roce 2011. V rovinových dostizích mu náleží titul žokej, v překážkových jezdec.

## Sportovní úspěchy
Jan Rája získal první jezdecké zkušenosti v jezdeckém oddíle v Kyjově. Posléze absolvoval různé brigády u plnokrevníků a po vyučení ve Velké Chuchli nastoupil do svého prvního působiště ve Slušovicích, kde tehdy působil jako trenér Ing. Václav Chaloupka, čtyřnásobný vítěz Velké pardubické steeplechase. Také díky němu se Jan Rája rozhodl pro povolání dostihového jezdce.
Prvního významného vítězství v kariéře dosáhl Ceně zimní královny v roce 1992 v sedle koně Superb Investment. Zlomové pro něj ovšem bylo vítězství v pardubickém St. Legeru v roce 1996 v sedle anglického koně Set the Fashion. Trenér Williams jej vzápětí pozval do Anglie, kde odjel jeden rovinový a jeden překážkový dostih a startoval v jednom poli se špičkovými jezdci Richardem Dunwoodym a Normanem Williamsem. Působil také u trenéra O'Neila, kde se zaměřoval na překážkové dostihy. V roce 2004 získal sté vítězství ve své kariéře a se třiceti šesti vyhranými dostihy poprvé zvítězil v šampionátu rovinových jezdců. Získal tehdy navíc historicky druhou příčku v počtu vítězství v jednom roce hned za rekordem jedenačtyřiceti vítězství Vlastimila Smolíka z roku 1990. V roce 2005 Jan Rája prvenství v šampionátu obhájil. Pozornosti médií také neuniklo Rájovo „jubilejní“ vítězství ve Velké květnové ceně 2006 s Mastmanem, které bylo jeho v pořadí 175. vítězstvím, jubilejním třicátým ze startů v nejvyšší kategorii a také desátým v sezóně 2006.
Vedle rovinových dostihů jezdí také dostihy překážkové, kde pro něj byl nejúspěšnější rok 2003. Tehdy získal prvenství hned ve dvou kvalifikacích na Velkou pardubickou, které se také několikrát zúčastnil (například s anglickým koněm Most Harper nebo s běloušem Sordem).
V roce 2010 přijal švýcarské angažmá u trenéra Schörera, ovšem do České republiky dál dojížděl k vybraným startům. 4. dubna 2010 tak ve Velké Chuchli s koněm Heat Set získal prvenství v 85. Gomba Handicapu. Ze švýcarského angažmá se vrátil měsíc před Českým derby.
V neděli 12. června 2011 byl přímo ze závodiště ve Velké Chuchli po pádu při zkušebním cvalu v Červnovém poháru (ze sedla koně I Will Do It) odvezen se zlomeninou klíční kosti do plzeňské nemocnice, kde byl operován. Čtrnáct dní poté, 26. června 2011, zvítězil v 91. Českém derby v sedle irského Roches Cross, kterého trénuje Josef Váňa.
Ke 6. říjnu 2013 odjel celkem 2361 rovinových a 109 překážkových dostihů, přičemž má na svém kontě 13 vítězství na překážkách a 353 na rovinách.

## Vybraná vítězství v rovinových dostizích
- České derby – 2011, Roches Cross (IRE)
- Oaks
  - 2005, Ready for Life
  - 2011, Orphan
- Pardubický St. Leger – 1996, Set the Fashion (GB)
- Jarní cena klisen – 2007, Hanover Lady (GER)
- Gomba Handicap – 2010, Heat Set (FR)
- Velká květnová cena
  - 2005, Zambesi (GER) Zambesi (GER)
  - 2006, Mastman (IRE)
- Cena prezidenta republiky – 2004, Letní hrom
- Cena zimní královny – 1992, Superb Investment (IRE)
- Cena zimního favorita
  - 1997, Bright Blue Sky (FR)
  - 2008, Maribor (GER)
- Velká dubnová cena
  - 2004, Zambesi (GER)
  - 2007, Cloword (IRE)
  - 2012, Roches Cross (IRE)
- Velká červnová cena – 2011, Roches Cross (IRE)
- Moravské derby – 2002, Nominski
- Českomoravská cena – 2006, Terssio (GER)
- Lázeňská míle – 2007, Certus (FR)
- Memoriál dr. Frankenbergera – 2008, Budapest (IRE)
- Jarná míla (Bratislava) – 1998, Brian

## Vybraná vítězství v překážkových dostizích
- Velká cena města Pardubice – 2003, Fahrenheit
- Memoriál kpt. Rudolfa Poplera – 2003, Iraklion (POL)